# Магомедов, Арбахан Курбанович
Магомедов, Арбахан Курбанович — доктор политических наук, кандидат исторических наук, главный научный сотрудник Российского государственного гуманитарного университета. Член Экспертного Совета ВАК по политологии. Одна из главных научных работ — монография «Мистерия регионализма», изданная в 2000 году.

## Биография
Родился 19 марта 1961 г. в маленькой горной деревушке Дагестана.
В 1984 с отличием окончил исторический факультет Саратовского государственного университета.
В 1989 защитил кандидатскую диссертацию на соискание ученой степени кандидата исторических наук по теме «Хрущевский реформизм в оценке западных советологов».
В 1999 защитил докторскую диссертацию на соискание ученой степени доктора политических наук по теме «Региональные элиты и региональные идеологии в постсоветской России: модели политического воссоздания „снизу“ (на примере республики и областей Поволжья)».
В 1992—2005 работал заведующим кафедрой истории и культуры Ульяновского государственного технического университета.
В 2005—2020 работал заведующим кафедрой связей с общественностью и рекламы Ульяновского государственного университета.
В 2020—2021 работал профессором кафедры теории регионоведения Московского государственного лингвистического университета.
С 2021 работает главным научным сотрудником Российского государственного гуманитарного университета.

## Избранные труды
1. Монография «Мистерия регионализма» / А. К. Магомедов, М., Московский общественный научный фонд, 2000.

## Публикации
1. Magomedov Arbakhan, The Russian State and Aborigines of the Arctic: is Politics Coming Back? //Democratizatsiya. The Journal of Post-Soviet Politics. Washington DC, 2020. Vol. 28. No. 4. P. (Fall). 401—424.
2. Magomedov Arbakhan, How Indigenous Peoples of Russia’s Arctic Defend Their Interests: Social, Economic, and Political Foundations of Indigenous Resistance (in the example of the Golos tundry protest movement) // Anthropology and Archaeology of Eurasia. Washington DC: Taylor & Francis, 2020. No. 6. P. 5-25.
3. Magomedov A., TOKUNAGA M. Resource Development in the Russian Far North and Indigenous Issues: Focus on the «Yamal Paradox»// The Journal of the Center for Integrated Area Studies (CIAS). Kyoto University. 2020. Vol 20. No. 1. Р. 161—181.
4. Магомедов А. К. Как коренные народы российской Арктики защищают свои интересы. Социальные, экономические и политические основания индигенного сопротивления (на примере протестного движения «Голос тундры»)// Acta Slavica Iaponica. Hokkaido University: SRC Press, Sapporo, 2020. Issue 41. С. 1-27.
5. Магомедов А. К. Истоки и предпосылки аборигенного протеста коренных народов Ямало-ненецкого автономного округа// Социологические исследования. М., 2020. № 11. C. 69-80.
6. Магомедов А. К. (в соавторстве с А. Е. Шапаровым и В. А. Капициным) Иммиграционная политика и интеграфия мигрантов в королевстве Дания в начале 21 века // Балтийский регион. Балтийский федеральный университет им. И. Канта. 2021. № 3.
7. Магомедов А. К. Эволюция масштабов и единиц анализа ислама и политики в постсоветской России // Вестник Волгоградского государственного университета. Серия 4. Регионоведение и международные отношения. 2015. № 6. С. 63-71.
8. Magomedov Arbakhan, Political Technologies of Interethnic Relations in the Republic of Dagestan: modern projections// European Proceedings of Social and Behavioural Sciences (35), 2019. Magomedov Arbakhan, Transformation of the Dagestan Muslim Community: between Islamic Globalization and the Logic of Counter-Terror// European Proceedings of Social and Behavioural Sciences (35), 2019.
9. Магомедов А. К. Локализованная геополитика транзитных войн на постсоветском Кавказе в контексте транспортировки «большой каспийской нефти»// Вестник Волгоградского государственного университета. Серия 4. Регионоведение и международные отношения. 2021. № 3. (принята к публикации).
10. Магомедов А. К. Рецензия на монографию Виттенберга Е. Я. «Социальная ответственность власти». М.: РГГУ, 2020. 687 с. // Социологические исследования. 2021. № 7.[2][4]